# Кристиян Колоновиц
Кристиян Колоновиц (на немски: Christian Kolonovits) (роден на 25 февруари 1952 г. в Бургенланд) е австрийски композитор и диригент.
Колоновиц започва да свири на пиано на 5-годишна възраст. След като завършва гимназия във Виена, учи в Виенската музикална академия - виолончело и дирижиране на композиции. По време на следването си работи като студиен музикант, пианист в бар, учител по пиано и свири в различни групи.
През 1972 Кристиан Колоновиц е пианист в група, а след това излиза на австрийската музикална сцена, като композитор и аранжор.
Колоновиц създава през 1974 г. хит за Ватерло и Робинсън – „Холивуд“. От този момент нататък той е работил за Schmetterlinge, Волфганг Амброс, Георг Данзер, Петър Корнелиус, Райнхард Фендтих, Стефан Ремлер, Лудвиг Хирш, Мария Бил, Стефани Вергер, Линда Мартин, Франц Морак. През 1974 г. работи в Германия за Супермакс и Бони Ем.
Първият му солов албум Life is just a Carnival излиза през 1976. През 1979 г. създава първата си филмова музика. Колоновиц става световноизвестен с работата си с Виенския симфоничен оркестър.
Много световни звезди ценят качествата му, като аранжор, композитор и музикален продуцент някои от тях са: Пласидо Доминго, Хосе Карерас, Лучано Павароти, Кири Те Канава, Агнес Балтса, Сара Брайтман, Хелмут Лоти, Dj BoBo, Майкъл Болтън, Хосе Фелисиано, Албано Каризи, Патрисия Каас и „Скорпиънс“, с повечето от тях работи по различни проекти.
През 1977 г. и 1993 г. произведения от Кристиан Колоновиц получават голямата награда за песен на Евровизия.